# Roman cel Mare

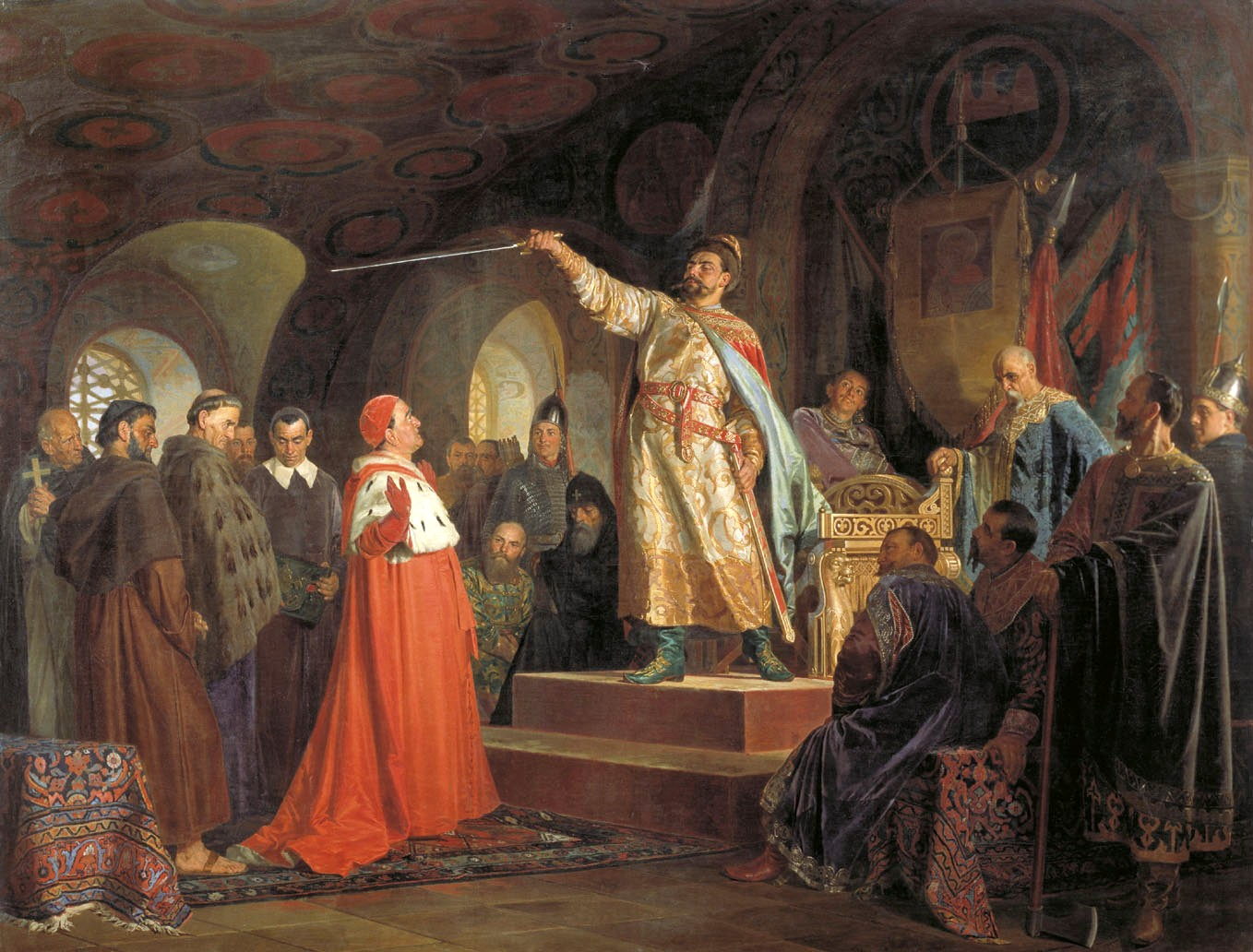
Roman al Galiţiei primind ambasadroul Papei Inocent al III-lea, tablou de Nikolai Nevrev

Roman Mstislavici (Роман Мстиславич, cca. 1151 – 19 iunie 1205) a fost cneaz al Novgorodului, Volodimirului, Haliciului și Kievului. Este cunoscut și ca Roman cel Mare.
Roman a fost fiul lui Mstislav al II-lea al Kievului și a cneaghinei Agnes, fiica lui Bolesław al III-lea Wrymouth, duce al Poloniei. În perioada 1168 – 1170 el a domnit în Veliki Novgorod. Din 1170 până în 1199 el a domnit în Volodimir-Volinski, pe care l-a moștenit de la tatăl lui. În 1197 s-a căsătorit cu o principesă binzantină, Ana, cu care a avut patru copii, printre care s-a numărat succesorul său, Danilo al Galiției. Una dintre fiicele lui Roman, Maria, s-a căsătorit cu Mihail Vsevolodovici, cneazul Kievului. 
Roman Mstislavici a dobândit o faimă mare în zonă după ce a câștigat o serie de lupte împotriva cumanilor în campnaiile 1197 – 1198, 1201, și 1204. În 1199 el a fost proclamat cneaz al Galiției, unind sub un singur sceptru Galiția și Volînia, fondând Cnezatul Galiției-Volînia. În 1202, el a cucerit Kievul, unind întreaga Rutenie de sud-vest sub un singur sceptru. Roman cel Mare nu a fost doar un mare lider militar, dar și un diplomat înțelept. A reușit să păstreze relații de pace cu cei mai mulți dintre vecinii săi. 
Roman cel Mare a decis în 1205 să întreprindă o campanie militară în Polonia, în timpul căreia a fost ucis în bătălia de la Zawichost. După această dată,puterea rusilor a început să scadă. 